# Liste der Mitglieder des Senats im 3. Kongress der Vereinigten Staaten
Die Senatoren im 3. Kongress der Vereinigten Staaten wurden zu einem Drittel 1792 und 1793 zu verschiedenen Zeitpunkten neu gewählt. Vor der Verabschiedung des 17. Zusatzartikels 1913 wurde der Senat nicht direkt gewählt, sondern die Senatoren wurden von den Parlamenten der Bundesstaaten bestimmt. Jeder Staat wählt zwei Senatoren, die unterschiedlichen Klassen angehören. Die Amtszeit beträgt sechs Jahre, alle zwei Jahre wird für die Sitze einer der drei Klassen gewählt. Zwei Drittel des Senats bestehen daher aus Senatoren, deren Amtszeit noch andauert.
Die Amtszeit des 3. Kongresses ging vom 4. März 1793 bis zum 3. März 1795, seine erste Tagungsperiode fand vom 2. Dezember 1793 bis zum 9. Juni 1794 in Philadelphia statt, die zweite Periode vom 3. Dezember 1794 bis zum 3. März 1795. Vorher fand bereits am 4. März 1793 eine Sondersitzung statt.
Da es noch keine Parteien gab, werden die Senatoren nach ihrem Abstimmungsverhalten in Unterstützer (Pro-Administration Party, später Föderalistische Partei) und Gegner (Anti-Administration Party, später Demokratisch-Republikanische Partei) der Regierung George Washingtons unterschieden.

## Zusammensetzung und Veränderungen
Im 2. Kongress saßen am Ende seiner Amtszeit 17 Unterstützer und 13 Gegner der Regierung. Bei der konstituierenden Sitzung des 3. Kongress war diese Mehrheit auf 16 zu 14 gefallen. Zwar hatte das Regierungslager bei der Wahl einen Sitz gutmachen können, aber John Langdon aus New Hampshire und Benjamin Hawkins aus North Carolina waren in das Lager der Gegner gewechselt.
Als Ersatz für den verstorbenen Roger Sherman wurde Stephen Mix Mitchell in Connecticut gewählt, wie dieser ein Anhänger der Regierung. In Delaware trat George Read am 18. September 1793 zurück, sein Sitz blieb bis zur Wahl von Henry Latimer am 7. Februar 1795 vakant, so dass die Mehrheit des Regierungslagers zwischenzeitlich auf 15 zu 14 fiel. Die Wahl von Albert Gallatin wurde im Februar 1794 für ungültig erklärt, da er noch nicht lange genug die amerikanische Staatsbürgerschaft hatte. Da sein Nachfolger James Ross anders als Gallatin die Regierung unterstützte, lag die Mehrheit anschließend bei 16 zu 13. Die Nachwahlen in Virginia, wo James Monroe (der spätere Präsident) und John Taylor zurückgetreten waren, änderte nichts an der Mehrheit, da auch ihre Nachfolger Stevens Mason und Henry Tazewell in Opposition zur Regierung standen. Die Mehrheit stieg dann kurz vor Ende des Kongresses auf 17 zu 13, als Latimer gewählt wurde.
Nach dem 3. Kongress wurden aus den beiden Lagern die ersten Parteien. Die Unterstützer der Regierung formierten sich als Föderalistische Partei, ihre Gegner als Republikanische Partei, die heute zur Abgrenzung von der später entstandenen Grand Old Party meist Demokratisch-Republikanische Partei genannt wird.

## Spezielle Funktionen
Nach der Verfassung der Vereinigten Staaten ist der Vizepräsident der Vorsitzende des Senats, ohne ihm selbst anzugehören. Bei Stimmengleichheit gibt seine Stimme den Ausschlag. Während des 3. Kongresses war der spätere Präsident John Adams Vizepräsident. Im Gegensatz zur heutigen Praxis leitete der Vizepräsident bis ins späte 19. Jahrhundert tatsächlich die Senatssitzungen. Ein Senator wurde zum Präsidenten pro tempore gewählt, der bei Abwesenheit des Vizepräsidenten den Vorsitz übernahm. Vom 4. März bis zum 2. Dezember 1793 war John Langdon Präsident pro tempore, vom 31. Mai bis zum 9. November 1794 Ralph Izard und vom 20. Februar bis zum Ende des Kongresses am 3. März 1795 Henry Tazewell, der dies im 4. Kongress bis zum 7. Juni 1795 blieb.

## Liste der Senatoren
Unter Haltung ist vermerkt, ob ein Senator eher zu den Unterstützern oder den Gegnern der Regierung gezählt wird, unter Staat sind die Listen der Senatoren des jeweiligen Staats verlinkt. Die reguläre Amtszeit richtet sich nach der Senatsklasse. Senatoren der Klasse I waren bis zum 3. März 1797 gewählt, die der Klasse II bis zum 3. März 1799 und die der Klasse III bis zum 3. März 1795. Das Datum gibt an, wann der entsprechende Senator in den Senat aufgenommen wurde. Unter Sen. steht die fortlaufende Nummer der Senatoren in chronologischer Ordnung, je niedriger diese ist, umso größer ist in der Regel die Seniorität des Senators. Die Tabelle ist mit den Pfeiltasten sortierbar.
| Senator                 | Haltung      | Staat          | Klasse | Datum         | Sen. | Anmerkung                                                     |
| ----------------------- | ------------ | -------------- | ------ | ------------- | ---- | ------------------------------------------------------------- |
| Oliver Ellsworth        | Unterstützer | Connecticut    | I      | 4. März 1789  | 05   |                                                               |
| Roger Sherman           | Unterstützer | Connecticut    | III    | 13. Juni 1791 | 34   | starb am 23. Juli 1793                                        |
| Stephen M. Mitchell     | Unterstützer | Connecticut    | III    | 2. Dez. 1793  | 46   | gewählt als Nachfolger für Sherman                            |
| George Read             | Unterstützer | Delaware       | I      | 4. März 1789  | 18   | trat am 18. September 1793 zurück                             |
| Henry Latimer           | Unterstützer | Delaware       | I      | 7. Feb. 1795  | 50   | gewählt als Nachfolger für Read                               |
| John M. Vining          | Unterstützer | Delaware       | II     | 4. März 1793  | 45   |                                                               |
| James Jackson           | Gegner       | Georgia        | II     | 4. März 1793  | 42   |                                                               |
| James Gunn              | Gegner       | Georgia        | III    | 4. März 1789  | 09   |                                                               |
| John Brown              | Gegner       | Kentucky       | II     | 18. Juni 1792 | 36   |                                                               |
| John Edwards            | Gegner       | Kentucky       | III    | 18. Juni 1792 | 37   |                                                               |
| Richard Potts           | Unterstützer | Maryland       | I      | 10. Jan. 1793 | 39   |                                                               |
| John Henry              | Unterstützer | Maryland       | III    | 4. März 1789  | 10   |                                                               |
| George Cabot            | Unterstützer | Massachusetts  | I      | 4. März 1791  | 32   |                                                               |
| Caleb Strong            | Unterstützer | Massachusetts  | II     | 4. März 1789  | 20   |                                                               |
| Samuel Livermore        | Unterstützer | New Hampshire  | II     | 4. März 1793  | 43   |                                                               |
| John Langdon            | Gegner       | New Hampshire  | III    | 4. März 1789  | 13   | ursprünglich Unterstützer der Regierung Präsident pro tempore |
| John Rutherfurd         | Unterstützer | New Jersey     | I      | 4. März 1791  | 33   |                                                               |
| Frederick Frelinghuysen | Unterstützer | New Jersey     | II     | 4. März 1793  | 41   |                                                               |
| Aaron Burr              | Gegner       | New York       | I      | 4. März 1791  | 31   |                                                               |
| Rufus King              | Unterstützer | New York       | III    | 16. Juli 1789 | 22   |                                                               |
| Alexander Martin        | Gegner       | North Carolina | II     | 4. März 1793  | 44   |                                                               |
| Benjamin Hawkins        | Gegner       | North Carolina | III    | 8. Dez. 1789  | 24   | ursprünglich Unterstützer der Regierung                       |
| Albert Gallatin         | Gegner       | Pennsylvania   | I      | 3. Dez. 1793  | 0a)  | Wahl annulliert am 28. Februar 1794                           |
| James Ross              | Unterstützer | Pennsylvania   | I      | 24. Apr. 1794 | 47   | gewählt als Nachfolger für Gallatin                           |
| Robert Morris           | Unterstützer | Pennsylvania   | III    | 4. März 1789  | 16   |                                                               |
| Theodore Foster         | Unterstützer | Rhode Island   | I      | 12. Juni 1790 | 26   |                                                               |
| William Bradford        | Unterstützer | Rhode Island   | II     | 4. März 1793  | 40   |                                                               |
| Pierce Butler           | Gegner       | South Carolina | II     | 4. März 1789  | 02   | ursprünglich Unterstützer der Regierung                       |
| Ralph Izard             | Unterstützer | South Carolina | III    | 4. März 1789  | 11   | Präsident pro tempore                                         |
| Moses Robinson          | Gegner       | Vermont        | I      | 17. Okt. 1791 | 35   |                                                               |
| Stephen R. Bradley      | Gegner       | Vermont        | III    | 17. Okt. 1791 | 30b  |                                                               |
| James Monroe            | Gegner       | Virginia       | I      | 9. Nov. 1790  | 28   | trat am 27. Mai 1794 zurück                                   |
| Stevens Thomson Mason   | Gegner       | Virginia       | I      | 18. Nov. 1794 | 48   | gewählt als Nachfolger für Monroe                             |
| John Taylor             | Gegner       | Virginia       | II     | 18. Okt. 1792 | 38   | trat am 11. Mai 1794 zurück                                   |
| Henry Tazewell          | Gegner       | Virginia       | II     | 18. Nov. 1794 | 49c  | gewählt als Nachfolger für Taylor Präsident pro tempore       |

- a) Gallatins Wahl wurde für ungültig erklärt, er fehlt daher in der offiziellen Liste.[5]
- b) Robinson und Beadley wurden beide vor dem offiziellen Beitritt Vermonts in die Union gewählt, konnten aber nicht sofort in den Senat aufgenommen werden, da dieser nicht tagte. Das Parlament wiederholte die Wahl am 17. Oktober, was in den offiziellen Biographien beider als Beginn ihrer Amtszeit gewertet wird.[6][7] In der Liste des Senats wird Bradley mit Amtsantritt am 4. März geführt, Robinson mit dem 17. Oktober, dadurch hat Bradley die größere Seniorität.
- c) Tazewell trat sein Amt anderen Quellen nach erst am 29. Dezember an.[8]

## Quelle
- A Chronological Listing of U.S. Senators, US-Senat, PDF (ca. 578 kB), in der Fassung von 2020 mit laufender Nummerierung der Senatoren